# Operación Silver A
Operación Silver A, [en checo: Operace Silver A] fue el nombre en clave de una operación especial de paracaidistas preparada por la segunda sección (de inteligencia) del Ministerio de Defensa Nacional del gobierno checoslovaco en el exilio en Londres. Fue la cuarta operación consecutiva dentro del Grupo Especial D del Ministerio de Defensa Nacional en el exilio.

## Tareas de la operación

Miembros del destacamento Silver A
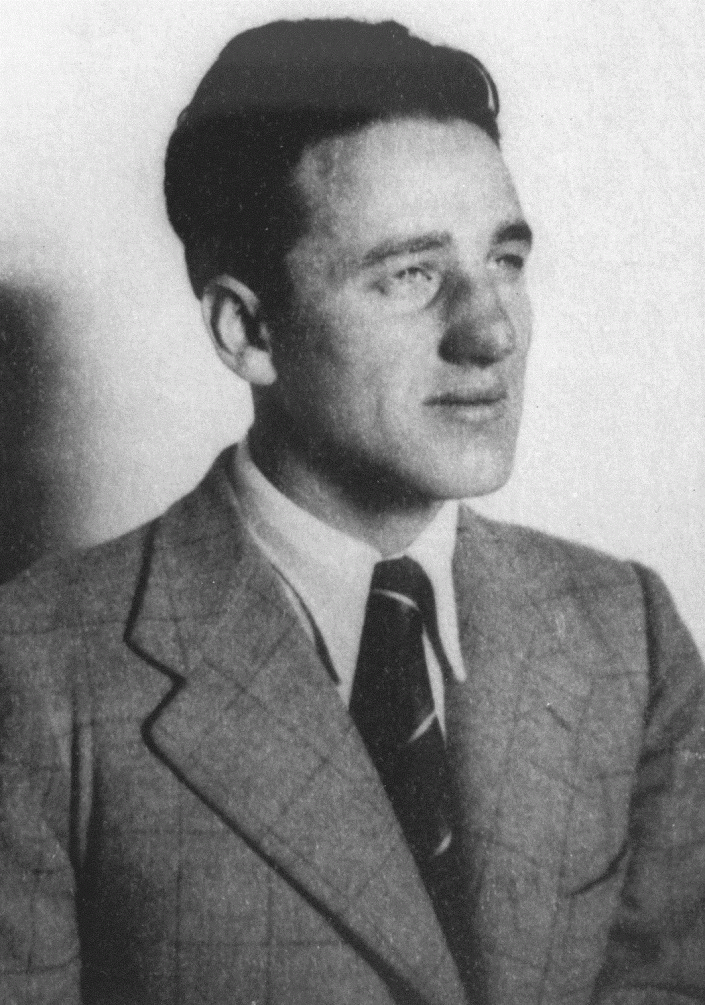
Teniente Primero Alfréd Bartoš  Líder del grupo
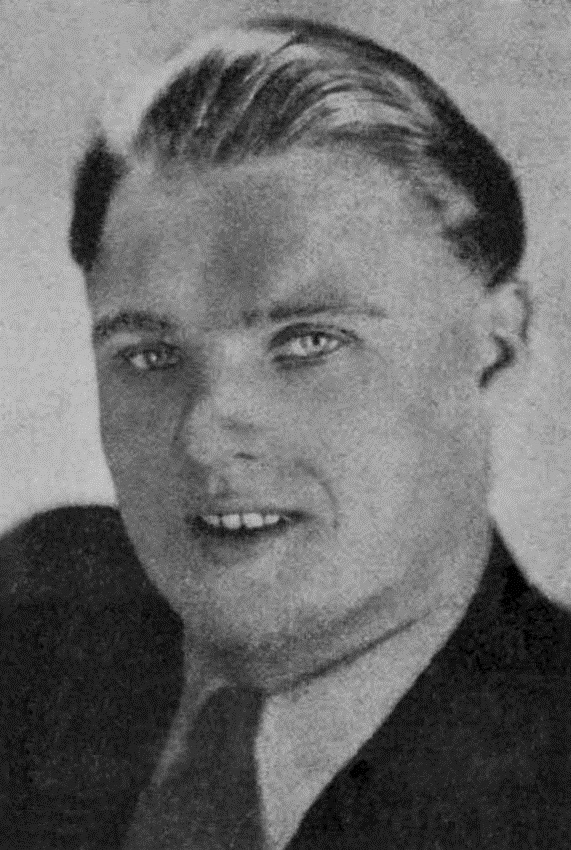
Sargento Mayor Josef Valčík  Subjefe
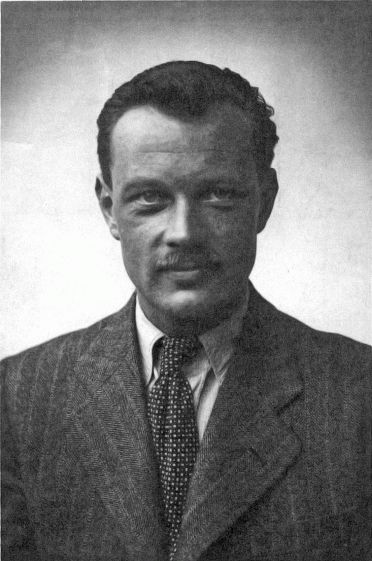
Cabo Jiří Potůček  Cifrista y operador de radio

La tarea de esta operación era desplegar paracaidistas especialmente entrenados en el territorio del Protectorado de Bohemia y Moravia para asegurar la comunicación por radio con Londres. Para ello, estaban equipados con un transmisor tipo Mk.VI C con el nombre en clave Libuše (estación de radio).  La segunda tarea de la operación era crear un centro que coordinara las actividades de otros paracaidistas desplegados. Sin embargo, la tarea más importante del grupo era contactar con el Capitán de Estado Mayor Václav Morávek de la Obec sokolská v odboji (OSVO) de la organización de resistencia Obrana národa (Tres Reyes) y, a través de él, con el agente A-54 de la Abwehr, Paul Thümmel, quien era el informante alemán más importante de la sección de inteligencia del gobierno checoslovaco en el exilio durante la Segunda Guerra Mundial.

## Desarrollo de la operación

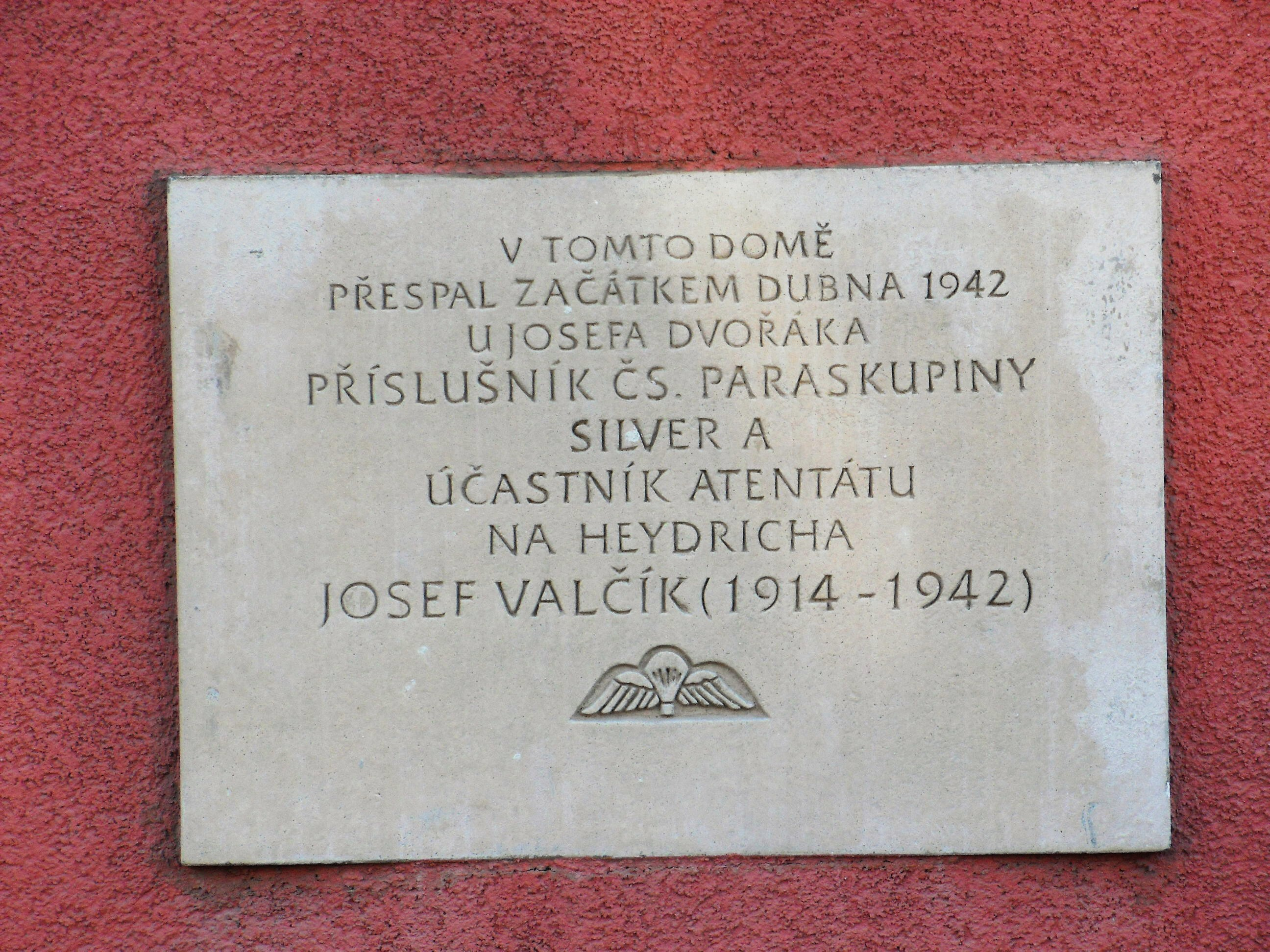
Placa conmemorativa de Josef Valčík en la Plaza Míru en Brno

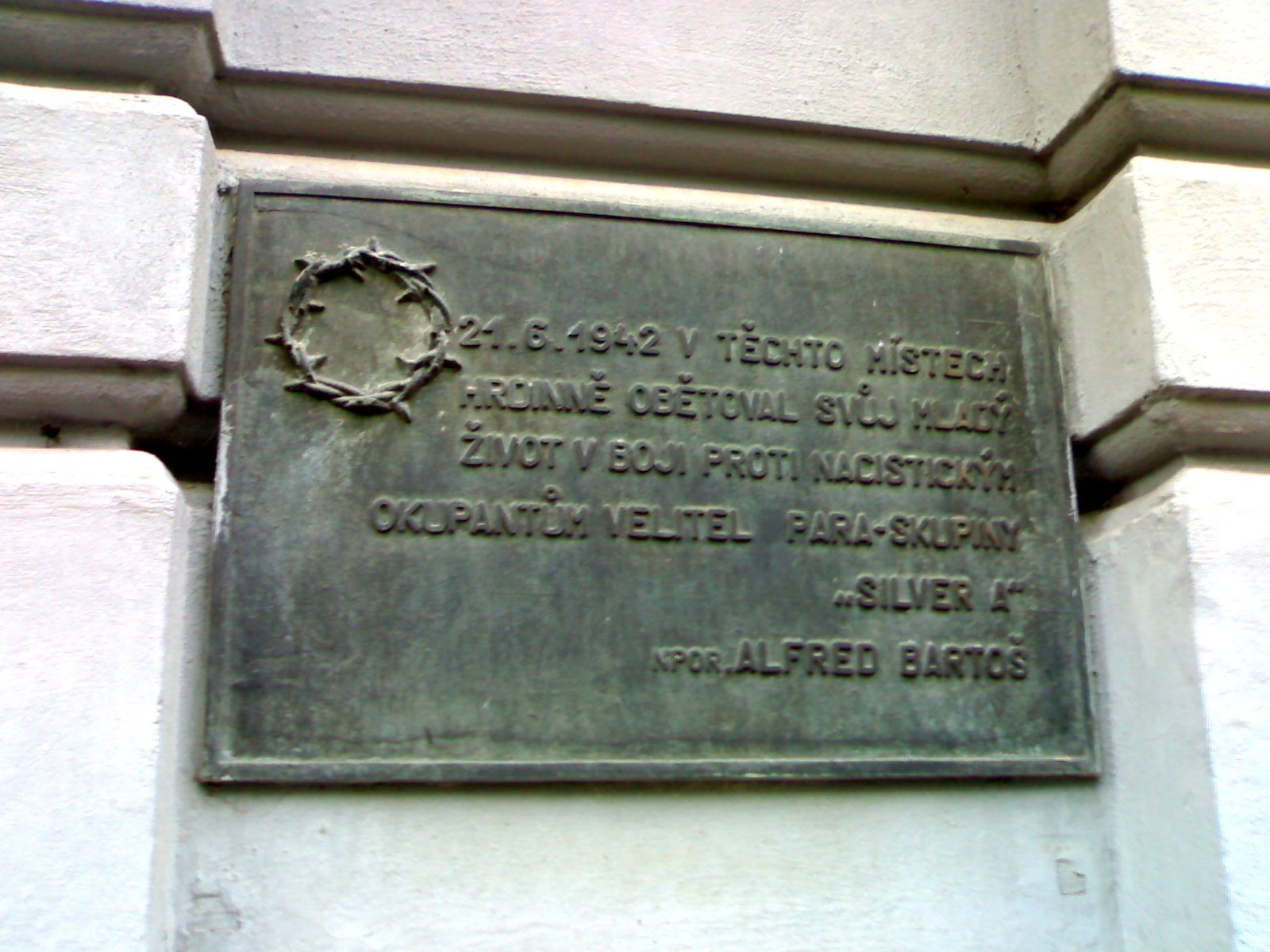
Placa conmemorativa en la calle Smilova en Pardubice

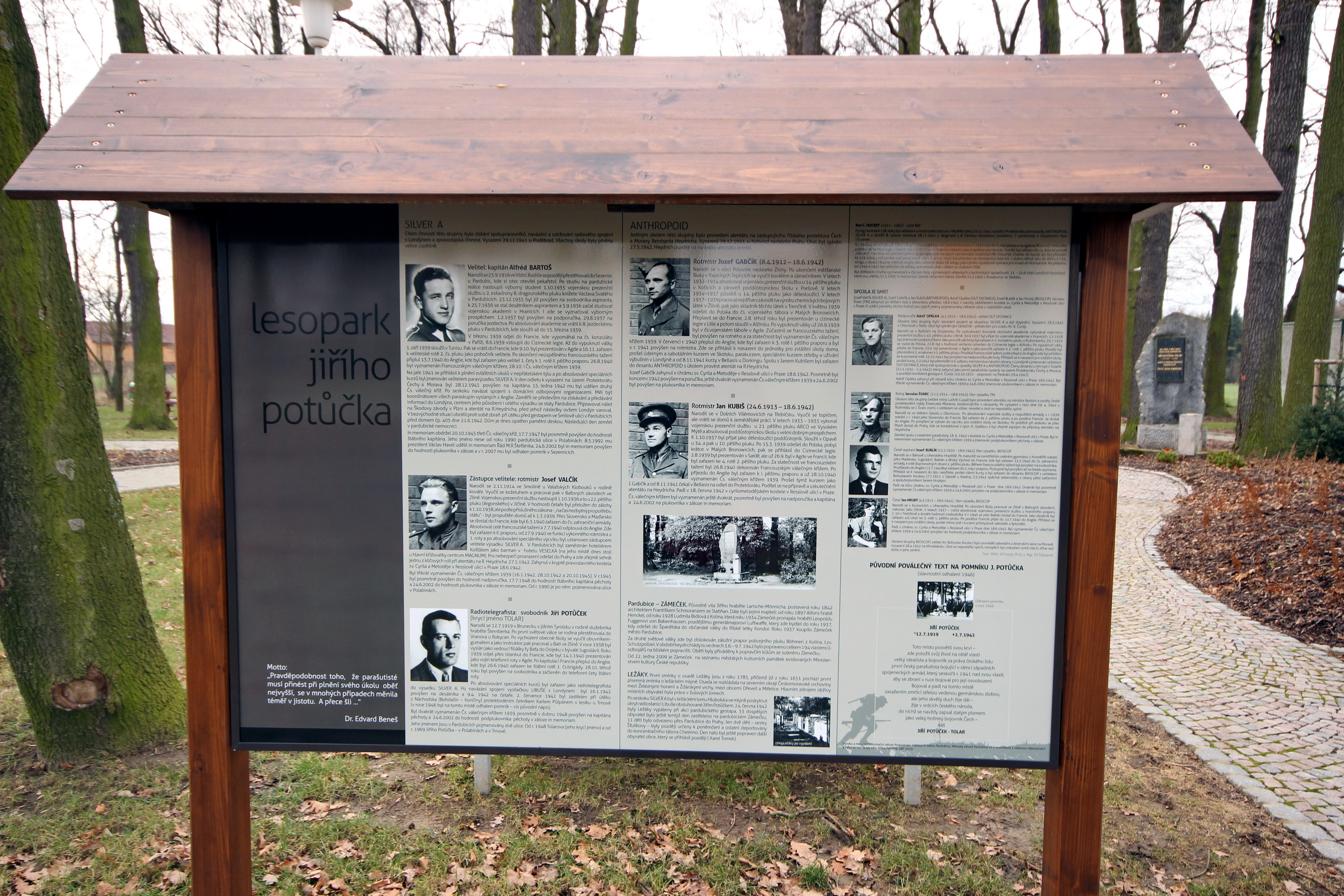
Parque forestal Jiří Potůček en Pardubice

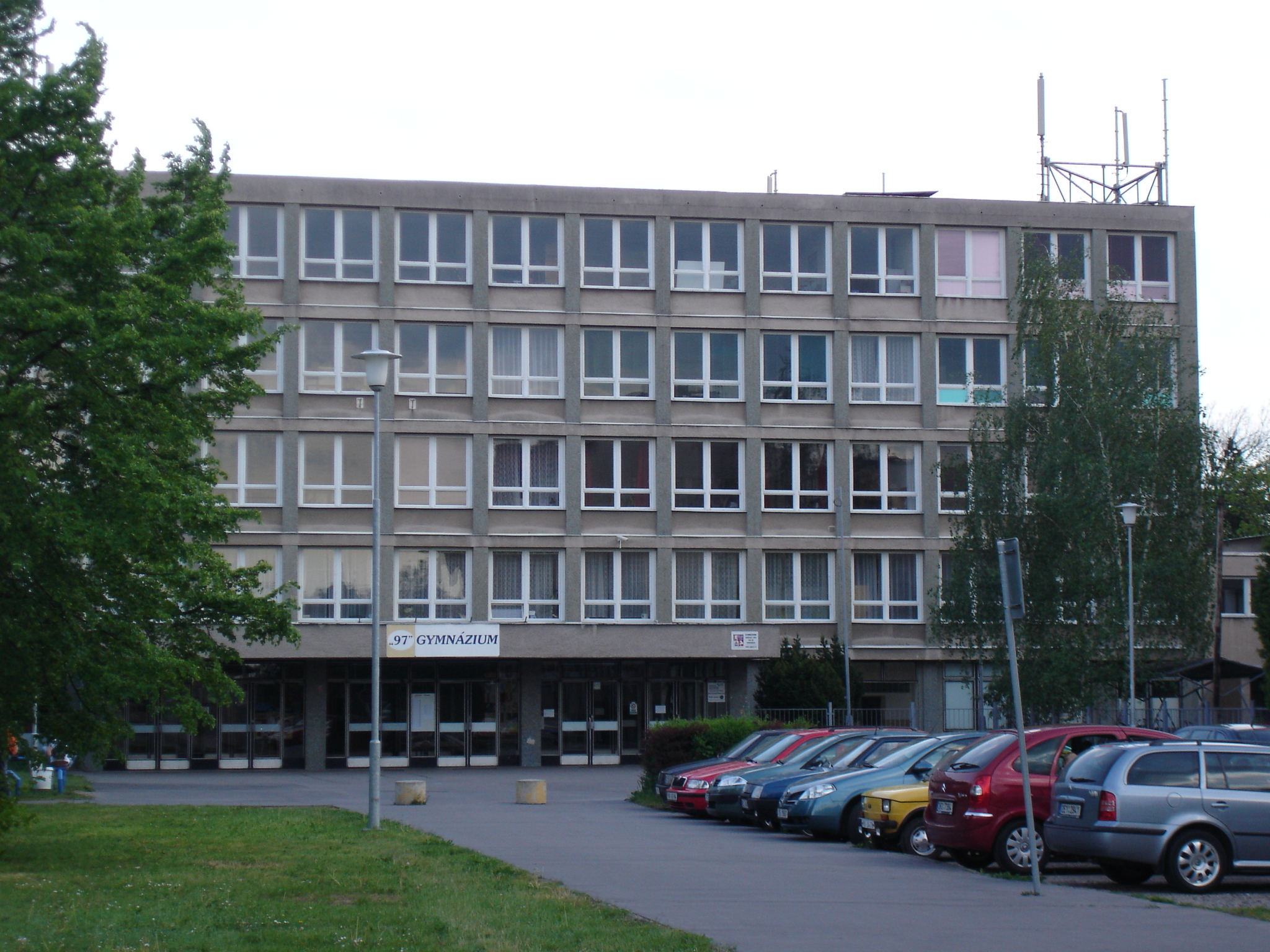
Escuela secundaria de Pardubice

El grupo Silver A originalmente debía ser desplegado en el Protectorado en noviembre de 1941, pero ambos intentos de lanzamiento en ese mes fracasaron debido a problemas meteorológicos y de navegación sobre el Protectorado.
El tercer intento comenzó el 28 de diciembre de 1941 desde el aeropuerto RAF Tangmere, utilizando un bombardero Handley Page Halifax Mk.II NF-V (ser. L9613) del 138.º escuadrón de la RAF, pilotado por F/O Ronald C. Hockey. En esta ocasión, también volaron los grupos Anthropoid y Silver B junto con Silver A.
El salto tuvo lugar después de la medianoche del 29 de diciembre de 1941. Originalmente, el punto de aterrizaje previsto para Silver A estaba cerca del pueblo de Vyžice, cerca de Chrudim, pero debido a errores de navegación, aterrizaron cerca de los pueblos de Podmoky y Senice, cerca de Poděbrady, a una distancia de 40 km.
Josef Valčík, el último en saltar del avión, perdió contacto con los otros dos miembros de su grupo después del salto, reuniéndose finalmente con el líder Alfréd Bartoš el 31 de diciembre en Mikulovice. Su misión era buscar miembros del movimiento de resistencia nacional y renovar las comunicaciones radiotelegráficas con Londres.
Durante el salto, el transmisor de Valčík también se dañó, pero lograron repararlo gracias a la ayuda de Ladislav Řezníček, quien trabajaba en la fábrica Tesla en Pardubice bajo coacción. Durante un bombardeo, Řezníček rescató tubos de vacío cruciales de la fábrica y los entregó al grupo.
Bartoš estableció contacto con los miembros de la resistencia, incluido el profesor Vladimir Joseph Krajina de la UVOD y los representantes de la organización de resistencia Sokol JINDRA. En Pardubice, el grupo comenzó a establecer una extensa red de colaboradores que, en su apogeo, incluía a más de 140 miembros. Con su ayuda, aseguraron varios escondites y obtuvieron empleos oficiales para Alfréd Bartoš y Josef Valčík. Valčík trabajaba como camarero en el hotel Veselka.
El operador de radio Potůček logró establecer comunicación con Londres el 15 de enero de 1942 desde la cantera Hluboká cerca de Miřetice. Debido al riesgo de ser localizados, el equipo de radio se trasladó gradualmente a la estación de investigación pesquera en los estanques de Lázně Bohdaneč (desde el ático de la casa en Sádka 148), al molino en Ležáky y a la escuela en Bohdašín cerca de Červený Kostelec.
El contacto con Thümmel a través del Capitán de Estado Mayor Morávek fue establecido. En el pueblo de Lázně Bělohrad, el grupo estableció un punto de contacto en la imprenta de Vojtíšek para otros paracaidistas desplegados posteriormente.
En marzo de 1942, el grupo comenzó a correr el riesgo de ser descubierto. Josef Valčík recibió la orden de ir a Praga para guiar a los bombarderos hacia la fábrica Škoda en Pilsen durante la operación Canonbury. Posteriormente se unió al grupo de Operación Anthropoid y participó en la preparación del atentado contra Heydrich.
Después del atentado, se escondió con otros seis paracaidistas en la cripta de la iglesia ortodoxa de San Cirilo y Metodio (originalmente San Carlos Borromeo), donde, tras una desesperada lucha contra una fuerza abrumadora de 800 perseguidores, se suicidó el 18 de junio de 1942 junto con sus compañeros.
Mientras tanto, en Ležáky, Jiří Potůček comenzó a operar su equipo de radio el 10 de junio de 1942. Este lugar fue traicionado por el agente de la Gestapo, Karel Čurda, el 22 de junio de 1942. Los alemanes descubrieron la presencia del operador de radio allí el 30 de junio de 1942 (ese mismo día, Ladislav Horák fue asesinado y su esposa y las familias de Ležáky, así como Jiří Potůček, fueron arrestados).
El líder del grupo, Alfréd Bartoš, fue traicionado por el colaborador de los alemanes, Karel Čurda, en Pardubice. Bartoš fue descubierto el 21 de junio de 1942 y, al intentar escapar, se enfrentó a los policías alemanes, pero fue rodeado en Pardubice y se quitó la vida para evitar ser capturado. Murió en un hospital alemán el 22 de junio de 1942.
En represalia, los alemanes ejecutaron a 33 personas en la escuela secundaria real de Pardubice.

## Evaluación de la operación
La Operace Silver A es evaluada como una de las operaciones más exitosas enviadas desde Londres. El grupo cumplió todas las tareas que se le asignaron. Sus miembros demostraron gran valentía y cualidades morales.

## Película
El director Jiří Strach filmó en el año 2007 una película para televisión de dos partes titulada Operace Silver A con Klára Issová, Tatiana Vilhelmová, Jiří Dvořák, Ivan Trojan y David Švehlík en los roles principales. A pesar de que la película ganó varios premios, fue duramente criticada por participantes de la resistencia antinazi.

## Literatura
- Andrejs, Jaroslav (1997) Smrt boha smrti (La muerte de un dios mortal). JOTA. Brno.

- Brandes, Detlef (1999). Češi pod německým protektorátem (Los checos bajo el protectorado alemán). Prostor. Praga.
- Český fašismus a odboj (1988). El antifascismo checo y el movimiento de resistencia. Lexicon Manual. Naše vojsko-SČSB. Praga.
- Čvančara, Jaroslav (1991). Akce atentát (Operación asesinato). Magnet-Press. Praga.
- Čvančara, Jaroslav (1997). Někomu život, někomu smrt (Dejar vivir o dejar morir). Laguna, jointly with Proxima. Praga.
- Drejs, Jan (1947). Za Heydrichem stín (Una sombra detrás de Heydrich). Naše vojsko. Praga.
- Jelínek, Zdeněk (1992). Operace Silver A (Operación Silver A). Naše vojsko. Praga.
- Kárný, Miroslav. Milotová, Jaroslava. Kárná, Margita (1991). Protektorátní politika Reinharda Heydricha (La política del Protectorado de Reinhard Heydrich). Tisková, ediční a propagační služba / Press, Editing, and Promotional Services. Praga.
- Kokoška, Jaroslav. Kokoška, Stanislav (1994). Spor o agenta A-54 (Disputa sobre el agente A-54). Naše vojsko. Praga.
- MacDonald, Callum (1997). Úder z Londýna (Un asalto desde Londres). BB art. Praga.
- MacDonald, Callum - Kaplan, Jan (1995). Praha ve stínu hákového kříže (Praga a la sombra de la esvástica). Melantrich. Praga.
- Marek, Jindřich (2000). Pátou kartu bere smrt (La quinta carta se lleva la muerte). Svět křídel. Cheb.
- Pasák, Tomáš (1998). Po ochranou říše (Bajo la protección del Reich). Práh. Praga.
- Sládek, Oldřich (1993). Přicházeli z nebe (Cayendo del cielo). Naše vojsko. Praga.
- Sládek, Oldřich (1986). Zločinná role gestapa (El papel criminal de la Gestapo). Naše vojsko-ČSPB. Praga.
- Šíma, Ladislav (1947). Ležáky. Ministry of Internal Affairs. Praga.
- Šolc, Jiří (1993). A zpívali jsme Tipperary (Y cantamos Tipperary). Merkur. Praga.
- Šolc, Jiří (1990). Bylo málo mužů (Demasiado pocos hombres). Merkur. Praga.
- Šolc, Jiří (1992). Nikdo nás nezastaví (Nadie puede detenernos). Merkur. Praga.
- Václavík, Zdeněk - Laner, Štěpán (1947). Lidé z nebes (Gente del cielo). Naše vojsko. Praga.